# آي ستوك
آي ستوك (بالإنجليزية: iStock) هي شركة عالمية تقدم خدمات التصوير الفوتوغرافي الدقيقة عبر الإنترنت ومقرها في كالجاري، ألبرتا، كندا. تقدم الشركة ملايين الصور والرسوم التوضيحية والقصاصات الفنية ومقاطع الفيديو والمسارات الصوتية. يساهم الفنانون والمصممون والمصورون في جميع أنحاء العالم بأعمالهم في مجموعات آي ستوك مقابل الإتاوات. تتم إضافة ما يقرب من نصف مليون صورة ورسم توضيحي ومقاطع فيديو وملفات صوتية جديدة كل شهر.

## التاريخ المبكر
تأسست الشركة من قبل بروس ليفينغستون في مايو 2000، باسم صوآي ستوك، وهو موقع ويب لخدمات التصوير الفوتوغرافي، تدعمه شركة تطوير الويب ايفولس ميديا التابعة لشركة ليفينغستون.
كانت آي ستوك رائدة في صناعة الأوراق المالية من المصادر الجماعية وأصبحت المصدر الأصلي لصور الأسهم والمتجهات والرسوم التوضيحية ومقاطع الفيديو التي ينشئها المستخدمون.
بدأت في تحصيل الأموال في عام 2001 وسرعان ما أصبحت مربحة.
في 9 فبراير 2006، استحوذت صور غيتي على الشركة مقابل 50 مليون دولار أمريكي. وعد ليفنجستون بأن الموقع سيستمر «في العمل بشكل مستقل مع مزايا صور غيتي، لكن الأهم بالنسبة لهم ولنا هو الاستقلالية.»
في 18 سبتمبر 2006، شهد الموقع الفوائد الأولى للملكية الجديدة: تصنيف الكلمات المفتاحية الخاضعة للرقابة المستعارة من صور غيتي.
اعتبارًا من 31 مارس 2007، تم إغلاق آي ستوك برو. كان آي ستوك برو إصدارًا أغلى ثمناً من صوآي ستوك لم يسبق له مثيل مثل صوآي ستوك، وأصبح زائداً عن الحاجة بعد الاستحواذ من قبل صور غيتي.
في 1 أبريل 2008، كشفت صور غيتي، كجزء من اتفاقها لبيعها لشركة الأسهم الخاصة، أن عائدات صوآي ستوك في عام 2007 بلغت 71.9 مليون دولار أمريكي، منها 20.9 مليون دولار (29٪) تم دفعها للمساهمين.
غادر ليفينجستون المؤسس والرئيس التنفيذي لشركة صوآي ستوك في عام 2009. وشارك في تأسيس شركة منافسة ستوكسي المتحدة في عام 2013.
في عام 2013، تمت إعادة تسمية صوآي ستوك باسم آي ستوك بواسطة صور غيتي، وإزالة كلمة «صورة» للتعبير عن أن الشركة تقدم وسائط مخزنة بخلاف التصوير الفوتوغرافي فقط، مثل الرسوم التوضيحية المتجهة والصوت والفيديو.
في عام 2020، بدأت آي ستوك في تقديم صور مخزون مجانية أسبوعية من مجموعة سيجنيتشر الحصرية، بالإضافة إلى الرسوم التوضيحية المجانية ومقاطع الفيديو الشهرية.

## المساهمون
يتقدم المصورون المساهمون (عبر اختبار قصير يتعلق بالسياسات والمتطلبات والمعرفة الأساسية بالصور الفوتوغرافية والقضايا القانونية) قبل أن يكونوا مؤهلين لتحميل صورهم. يتم فحص صور عينة مقدم الطلب من حيث الجودة والملاءمة قبل الموافقة عليها.
يتلقى المساهمون الإتاوات في كل مرة يتم فيها ترخيص المحتوى الخاص بهم. تبدأ معدلات الإتاوة من 15٪ للصور و 20٪ للرسوم التوضيحية ومقاطع الفيديو، فيما يكسب المساهمون الحصريون ما بين 25٪ و 45٪.
في خطاب لمجتمعها بعنوان "2008: عام في المراجعة ونظرة إلى الأمام، ذكر الرئيس التنفيذي للشركة أن الشركة كانت تدفع" ما يقرب من "1.1 مليون دولار في الأسبوع في مدفوعات الإتاوات للمساهمين.

## الشراء والاستخدام
تتم إضافة كل صورة معتمدة إلى قاعدة البيانات القابلة للبحث على الإنترنت، حيث يمكن للمشترين العثور عليها. يتم أيضًا تجميع المحتوى حسب المجموعات ويمكن البحث فيه عبر عوامل تصفية مثل العمر والعرق والأبعاد المرئية. يمكن تنزيل الملفات على الفور واستخدامها لأغراض شخصية أو تجارية أو تجارية. تقدم آي ستوك خطط اشتراك لتناسب الاحتياجات والميزانيات المتنوعة أو توفر فرصة لشراء حزم ائتمان لأي أصل، من أي مجموعة.
تحظر اتفاقية الترخيص الأساسية بعض الاستخدامات، مثل الشعار أو العلامات التجارية أو المواد الخاصة بالبالغين، وتتطلب الطباعة أكثر من 500000 ترخيصًا موسعًا. تتوفر التراخيص الممتدة للشراء لتغطية الاحتياجات التي لم تلبها اتفاقية الترخيص الأساسية.
يأتي كل ملف ترخيص بضمان قانوني قدره 10000 دولار، يحمي المستخدمين من انتهاك حقوق النشر. من الممكن أيضًا شراء ضمان قانوني إضافي موسع لزيادة التغطية إلى 250 ألف دولار.

## المادية الجدلية
حصل فيلم رفيقة السكن (The Roommate) لعام 2011 على صور من آي ستوك لمواده الترويجية. كانت إحدى الصور المستخدمة كخلفية لها هي مبنى كريستي للإدارة من ساوثويسترن كوليدج في وينفيلد، كانساس. أعربت إدارة الكلية عن قلقها من عدم الحصول على إذن باستخدام صورة المبنى بشكل صحيح، وهي تحقق في مشروعية استخدامها.
اعتبارًا من 8 فبراير 2011، لم يتم رفع أي دعاوى قضائية لكن المناقشات مستمرة.

## المنح
آي ستوك هي جزء من برنامج صور غيتي الأوسع، واعتبارًا من عام 2020، دعمت مجتمعات التصوير الصحفي والتصوير الفوتوغرافي، بما في ذلك المصورين الناشئين، بمنح مالية تزيد عن 1.7 مليون دولار.
في عام 2020، قدمت آي ستوك ثلاث منح بقيمة 10000 دولار أمريكي و 7000 دولار أمريكي و 3000 دولار أمريكي لثلاثة مبدعين شباب كجزء من أحدث منحة إبداعية لها، «مستقبل التعريف». في أعقاب كوفيد-19 COVID-19 والتحديات التي لا حصر لها والتي استمرت في مواجهة المبدعين، قدمت المنحة الدعم المالي والإرشاد، حيث قدمت للمبدعين الثلاثة الناشئين الحرية المالية لاستكشاف التعقيدات التي قد يحملها المستقبل من خلال عدسة سرد القصص المرئية الإبداعية.

## وصلات خارجية
الموقع الرسمي